# Lemony Snicket's A Series of Unfortunate Events
Lemony Snicket's A Series of Unfortunate Events is een Amerikaanse komische familiefilm uit 2004 onder regie van Brad Silberling.
De film is gebaseerd op de eerste drie kinderboeken uit de A Series of Unfortunate Events serie van Lemony Snicket (pseudoniem van Daniel Handler). Het eerste deel (The Bad Beginning) verscheen in 1999. Hierna volgden The Reptile Room en The Wide Window. De gehele serie boeken bestaat inmiddels uit 13 boeken en is daarmee afgerond.
De film werd op 17 december 2004 uitgebracht in de bioscopen. Op 26 april 2005 kwam de film uit op dvd en video.
Lemony Snicket's A Series of Unfortunate Events werd genomineerd voor vier Academy Awards, waarvan het die voor de beste grime won.

## Verhaal
Violet, Klaus en Sunny Baudelaire zijn drie intelligente kinderen die te horen krijgen dat hun ouders zijn omgekomen in een brand, en dat ze hun een enorm fortuin hebben achtergelaten die ze pas mogen hebben als het eerste kind oud genoeg is. Ze komen te wonen bij Graaf Olaf, een gierig familielid dat probeert het fortuin te stelen en voor zichzelf te houden. Maar als ze naar een ander huishouden gaan, probeert de Graaf de kinderen terug te krijgen, wat makkelijker gezegd is dan gedaan.

## Rolverdeling
- Jim Carrey - Graaf Olaf
- Emily Browning - Violet Baudelaire
- Liam Aiken - Klaus Baudelaire
- Kara Hoffman en Shelby Hoffman - Sunny Baudelaire
- Jude Law - Lemony Snicket (stem)
- Timothy Spall - Mr. Poe
- Catherine O'Hara - Rechter Strauss
- Billy Connolly - Oom Monty
- Meryl Streep - Tante Josephine